# Каменное (Тонкинский район)
Каменное — деревня в Тонкинском районе Нижегородской области. Входит в городское поселение Рабочий посёлок Тонкино.

## География
Находится на расстоянии примерно 2 километра по прямой на юг от районного центра поселка Тонкино.

## История
Известна с 1870 года, когда в ней было учтено дворов 7 и жителей 60, в 1916 году 39 и 163 соответственно.

## Население
Постоянное население  составляло 42 человека (русские 93%) в 2002 году, 26 в 2010 .